# Рысина, Нина Сергеевна
Нина Сергеевна Рысина (17 апреля 1986, Шатура, Московская область) — российская лыжница и биатлонистка, чемпионка и призёр чемпионата России по биатлону и летнему биатлону. Мастер спорта России.

## Биография
В первой половине своей карьеры выступала в лыжных гонках, представляла Москву, тренировалась под руководством своего отца, Сергея Николаевича Рысина. Становилась чемпионкой мира среди спортсменок до 23 лет в спринте (2009), однако лишена золотой медали из-за допинга. В 2009 году была дисквалифицирована на два года за употребление эритропоэтина.
После отбытия дисквалификации в 2011 году перешла в биатлон. Выступала за Республику Мордовия, тренеры — Михаил Владимирович Ткаченко, Лариса Павловна Путятина.
В 2012 году стала чемпионкой России по биатлону в смешанной эстафете, в 2013 году — серебряным призёром в командной гонке. В летнем биатлоне завоевала серебряную медаль чемпионата страны в 2012 году в эстафете.
Участвовала в соревнованиях Регионального Кубка IBU, а также в Кубке IBU по летнему биатлону.
В середине 2010-х годов завершила спортивную карьеру.